# Tom Bohli
Tom Bohli (Uznach, 17 de enero de 1994) es un ciclista suizo.

## Trayectoria
Empezó a competir de manera profesional en la modalidad de ruta en 2016 con el BMC Racing Team. Dejó el equipo en 2018 y posteriormente militó en el UAE Team Emirates, el Cofidis y el Tudor Pro Cycling Team. En 2025 decidió volver a correr en la modalidad de pista, de la que fue campeón mundial y europeo en la categoría júnior.

## Palmarés
2015 (como amateur)
- 1 etapa del Tour de Normandía
- Tour de Berna

2016
- 1 etapa de los Tres Días de Flandes Occidental

2018
- 3.º en el Campeonato de Suiza Contrarreloj

2022
- 3.º en el Campeonato de Suiza Contrarreloj

## Resultados en Grandes Vueltas
| Carrera | Carrera         | 2016 | 2017 | 2018 | 2019  | 2020 | 2021 | 2022 | 2023 | 2024 |
| ------- | --------------- | ---- | ---- | ---- | ----- | ---- | ---- | ---- | ---- | ---- |
|         | Giro de Italia  | —    | —    | —    | 139.º | —    | —    | —    | —    | —    |
|         | Tour de Francia | —    | —    | —    | —     | —    | —    | —    | —    | —    |
|         | Vuelta a España | —    | —    | —    | —     | —    | —    | —    | —    | —    |

—: no participa

Ab.: abandono